# Старошейка
Старошейка (укр. Старошийка) — село на Украине, находится в Житомирском районе Житомирской области.
Код КОАТУУ — 1822081504. Население по переписи 2001 года составляет 306 человек. Почтовый индекс — 12424. Телефонный код — 412. Занимает площадь 1,916 км².

## Адрес местного совета
12424, Житомирская область, Житомирский р-н, с. Высокая Печь, ул. Чудновская, 1